# Philip Pelgrim Everts (1783-1843)

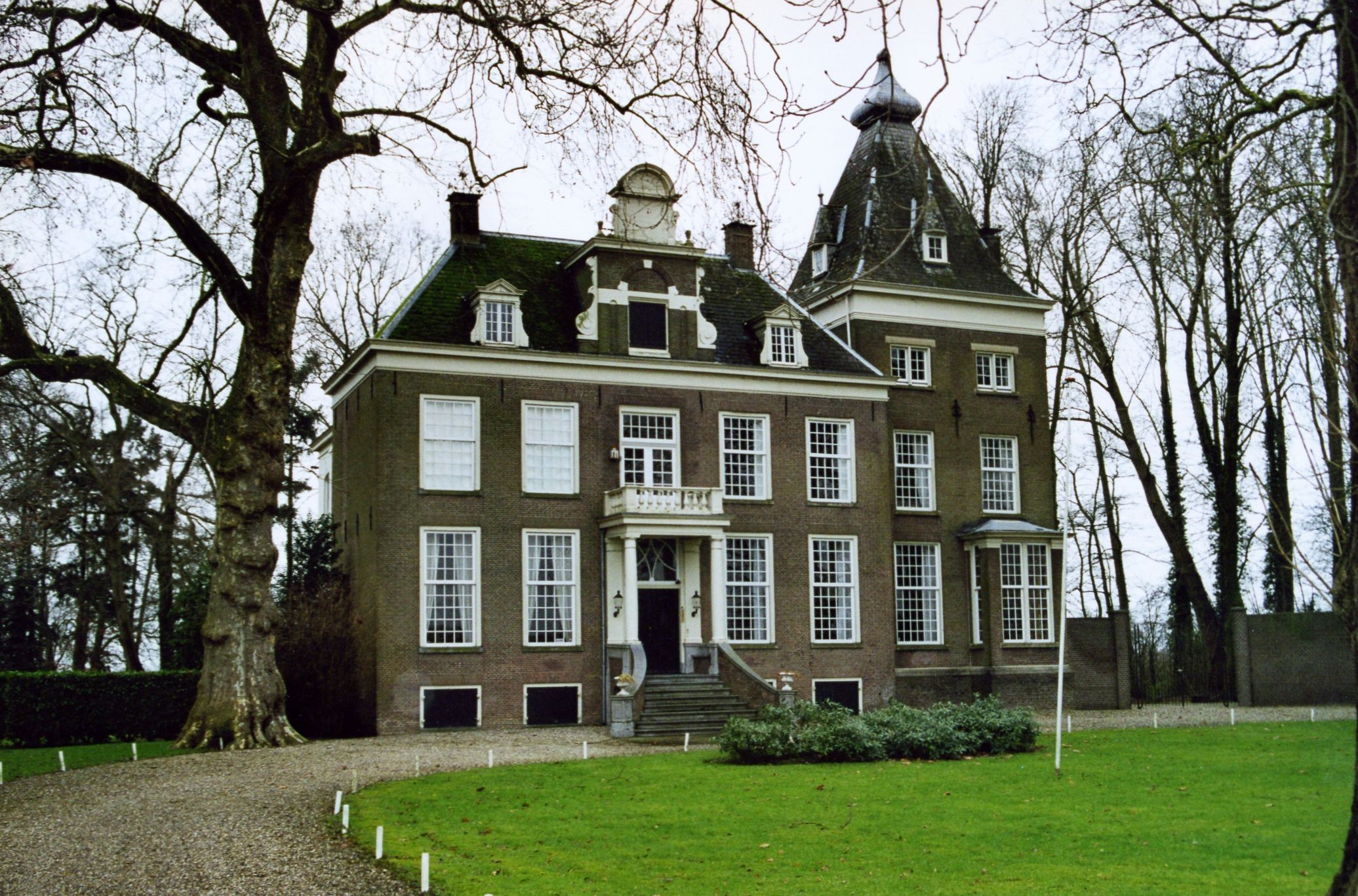
Huis Kruisvoort

Mr. Philip Pelgrim Everts (Twello, huis Kruisvoort, 24 december 1783 – aldaar, Hof ten Dale, 2 oktober 1843) was een Nederlands bestuurder.

## Biografie
Everts was een lid van de familie Everts en een zoon van Gerhardus Everts (1742-1793), schout van Voorst, en Helena Beek (1748-1810) en een broer van onder anderen generaal-majoor jhr. mr. Jacob Nicolaes Everts (1785-1846). Hij trouwde in 1809 met Caroline Henriëtte Bake (1786-1850), lid van de familie Bake, met wie hij veertien kinderen kreeg. Hij promoveerde in 1806 te Harderwijk in de rechten en werd daarna griffier van het vredegerecht te Twello. Vanaf 1811 was hij maire van die laatste plaats, vanaf 1813 burgemeester en vanaf 1818 schout van Voorst en Twello. Hij was daarnaast vanaf 1812 notaris te Twello. Van 1831 tot 1837, en opnieuw vanaf 1839 (tot zijn overlijden) was hij lid van Provinciale Staten van Gelderland.

## Publicatie
- Philippvs Pelgrim Everts: Dissertatio ivridica inavguralis de pactis vi et metv extortis. Hardervici, Typis Everardi Tyhoff, 1806

- International Standard Name Identifier: 0000 0003 9187 5517
- Nederlandse Thesaurus van Auteursnamen: 072523093
- Virtual International Authority File: 285762092
- WorldCat: E39PBJhH3QBgvkBVWD8yRTB773